# 고지마치구
고지마치구(일본어: 麹町区)는 도쿄부 (후에 도쿄도) 도쿄시에 일찍이 존재했던 구이며, 1878년부터 1947년까지 존재했다. 현재의 지요다구에 해당한다.

## 역사
- 1878년 11월 2일, 도쿄부 고지마치구 설치
- 1889년 5월 1일, 시제 시행으로 도쿄시 고지마치구가 됨.
- 1943년 7월 1일, 도쿄도제 시행으로 도쿄도 고지마치구가 됨.
- 1947년 3월 15일, 고지마치구와 간다구 구역을 합쳐 지요다구를 설치함.

## 교통

### 철도
- 일본국유철도
  - 도카이도 본선
  - 도호쿠 본선
  - 주오 본선
- 도쿄도 교통국
  - 도쿄도 전차

### 도로
- 국도 제1호선 (현 국도 제1호선)
- 국도 제2호선 (현 국도 제1호선)
- 국도 제8호선 (현 국도 제20호선)
- 국도 제36호선 (현 국도 제1호선)